# اوام لایتابرگ
اوام لایتابرگ (به آلمانی: Au am Leithaberge) یک منطقهٔ مسکونی در اتریش است که در ناحیه بروک آن در لیتا واقع شده‌است. اوام لایتابرگ ۹۰۹ نفر جمعیت دارد.